# Gilberte Côté-Mercier
Pour les articles homonymes, voir Côté (homonymie) et Mercier.
 (novembre 2023).
Gilberte Côté-Mercier (25 mai 1910 - 21 juin 2002 à l'âge de 92 ans) est une militante catholique et cofondatrice avec Louis Even du journal Vers Demain et des Pèlerins de Saint-Michel.

## Les jeunes années
Née à Montréal dans une famille catholique, elle est baptisée à l'église de l'Immaculée-conception et elle reçoit son instruction primaire des sœurs de Jésus-Marie et de la congrégation de Notre-Dame. Ensuite, elle étudie au collège Marguerite-Bourgeoys jusqu'à la dixième année avant de fréquenter l'Université de Montréal, fait rarissime jusqu'alors pour une femme.
À l'université, elle étudie les sciences sociales pendant six ans et participe aux débats oratoires, pour lesquels elle reçoit une médaille du ministre français des affaires étrangères. Douée  pour le piano, elle obtient une licence à l'École de musique de Chicago de Robert Schmitz. Elle lit aussi Thomas d'Aquin et s'occupe de la charité de Noël.

## Le crédit social
Lors de la Grande Dépression, elle est marquée par le décès en 1930 de son père, alors ruiné dans sa pratique de cordonnier. En recherchant des moyens pour résoudre la crise, elle rencontre le père Alexandre Dugré et assiste aux conférences de Louis Even à l'église de la Nativité.  Âgée de vingt-six ans, elle décide de suivre activement le mouvement pour le Crédit social. Louis Even est invité par sa mère à venir prononcer des discours dans un salon du boulevard Saint-Joseph. Il les rejoint après avoir quitté l'imprimerie et la Ligue du Crédit social. Plusieurs conférences, qui commencent avec la récitation du chapelet, sont ainsi données au Québec, à Ferme-Neuve, Mont-Saint-Michel et Mont-Laurier.

### Mouvement créditiste
À la différence de Réal Caouette, elle représente la droite intégriste du parti créditiste. 
Le mouvement créditiste de Gilberte Mercier et Louis Even est bientôt critiqué par divers éléments de la société, et lorsque la guerre éclate en Europe en 1939, ils sont atterrés et ressentent à ce moment le besoin de fonder un journal. Vers Demain est alors fondé avec l'aide de l'imprimeur de Beauceville, qui éditait alors L'Éclaireur. Avec un tirage de 25 000 abonnés dès la deuxième année de publication, Mercier doit faire face aux lois sur la censure et aux inquiétudes du milieu économique. D'après Édouard Cloutier et Daniel Latouche, Vers demain est devenu un « feuillet axé sur le mysticisme et l'anticommunisme ».
Après une campagne de recrutement menée en 1941, elle reçoit l'aide des jocistes et rencontre son futur mari, Gérard Mercier, qu'elle épouse le 14 février 1946. Très active dans le mouvement, elle ne prend jamais de vacances et exige beaucoup de ses collaborateurs et collaboratrices. Elle voyage partout au Canada, dans plusieurs pays européens ainsi qu'au Brésil pour propager le Crédit social.

## Pèlerins de Saint-Michel: extrême-droite, antisémitisme et catholicisme intégriste
Conférencière à la radio et à la télévision, elle fonde en 1962 la maison Saint-Michel, puis la maison de l'Immaculée en 1975. Pour elle, la doctrine sociale de l'Église peut être servie à travers le Crédit social. Animatrice des pèlerins de Saint-Michel et fervente dans sa foi, elle critique vivement le marxisme athée et le chardinisme qui vient d'entrer au sein de la société canadienne-française. En 1978, elle organise des récitations de chapelets devant le théâtre où la pièce Les fées ont soif de Denise Boucher était représentée .
Ses funérailles ont lieu le 24 juin 2002 à l'église de Rougemont. Cinq prêtres officient dans une cérémonie digne et grandiose pour celle qu'on appelait l'« âme des bérets blancs ». Le clergé catholique québécois, reconnu comme un des plus progressistes au monde, qualifie le message des Béret-blancs d'extrême droite. 
Selon certaines analyses, l'idéologie fondatrice des Pèlerins de Saint-Michel est d'extrême droite (p.12) Ils sont classés par Martin Geoffroy et Jean-Guy Vaillancourt parmi les« intégristes non schismatiques québécois ». Ils ont également été taxés d'antisémitisme à l'occasion de certaines de leurs prises de position,.